# Kirsti Rantanen
Kirsti Annikki Rantanen, född Widing 27 januari 1930 i Viborgs landskommun, död 14 september 2020 i Helsingfors, var en finländsk textilkonstnär. Hon var mor till målaren Silja Rantanen.
Rantanen arbetade 1952–1955 för Finlayson, var 1962–1967 timlärare vid Konstindustriella läroverket och blev 1973 lektor i textilplanering vid Konstindustriella högskolan; utnämndes 1982 till konstnärsprofessor för perioden 1983–1988.
Hon innehade en egen textilstudio i Helsingfors och erövrade flera betydande priser utomlands med sina tryckta tyger. År 1986 utsågs hon till årets textilkonstnär. År 1988 tilldelades hon Pro Finlandia-medaljen och 1995 Prins Eugen-medaljen. Hon blev främst känd för sina monumentala textilkonstverk, till exempel i Nationaloperans foajé i Helsingfors. 

### Uppslagsverk
- Rantanen, Kirsti i Uppslagsverket Finland (webbupplaga, 2012). CC-BY-SA 4.0